# Represa de Água Vermelha

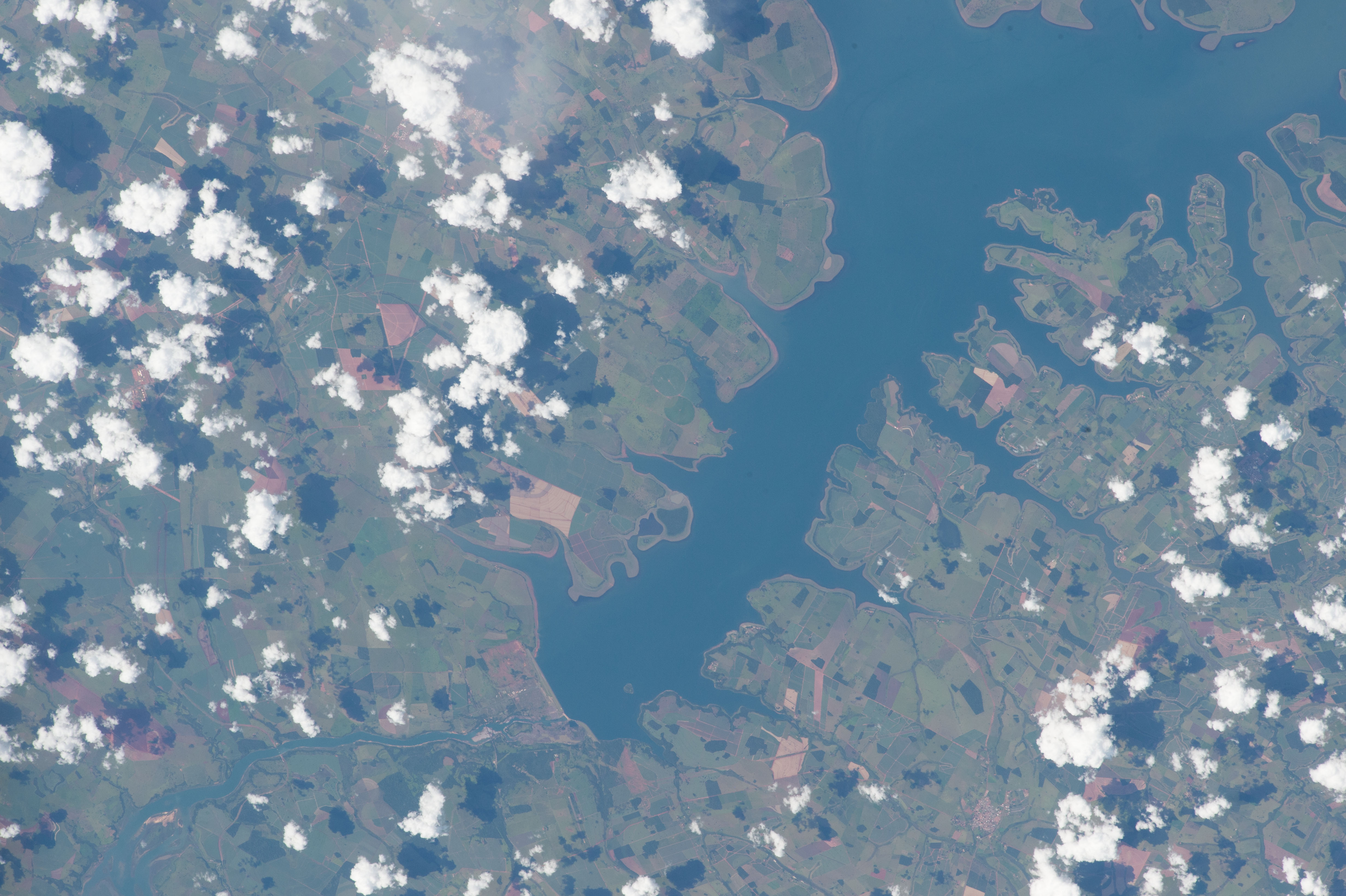
Vista de la represa y embalse Água Vermelha en Brasil tomada durante la Expedición 43 de la EEI.

La Represa José Ermirio de Moraes o Água Vermelha (Agua Rojiza en portugués), está localizada sobre el río Grande, a 80 km de la confluencia de éste con el río Paranaíba entre los municipios de Iturama, Minas Gerais y Ouroeste, estado de São Paulo, Brasil.
Su construcción se inició en 1973 y entró en operaciones en 1979, com potencia total instalada de 1.396 MW, distribuida entre 6 turbinas tipo Francis de 232 MW cada una. La presa tiene una longitud de 3.940 metros y 67 metros de altura, el embalse posee una superficie de 647 km².